# رایت گیمز
رایِت گیمز (به انگلیسی: Riot Games) یک توسعه‌دهنده بازی، ناشر بازی ویدئویی و برگزارکننده مسابقات ورزش الکترونیکی است که در سال ۲۰۰۶ تأسیس شد. دفتر اصلی آنها در لس آنجلس است و دفاتر دیگری در شهرهای برلین، برایتون، دوبلین، هنگ کنگ، استانبول، مکزیکو سیتی، مسکو، ایالت نیویورک، سنت لوئیس، سانتیاگو، سائو پائولو، سئول، شانگهای، سنگاپور، سیدنی، تایپه و توکیو دارند.
این شرکت بیشتر برای انتشار بازی لیگ افسانه‌ها شهرت دارد و این بازی را در تاریخ ۲۷ اکتبر ۲۰۰۹ در اروپا و آمریکای شمالی عرضه کرد. درآمد این شرکت در سال ۲۰۱۷ بالغ بر ۲ میلیارد دلار بود.

## بازی‌ها
| سال  | عنوان                        | ژانر                                | پلتفرم                          | منبع          |
| ---- | ---------------------------- | ----------------------------------- | ------------------------------- | ------------- |
| ۲۰۰۹ | لیگ افسانه‌ها                 | میدان نبرد چندنفره آنلاین (MOBA)    | ویندوز/اواس ده                  |               |
| ۲۰۱۹ | Teamfight Tactics            | خودرو چنگنده                        | ویندوز/اواس ده/اندروید/مک ای‌او‍اس | [ ۷ ] [ ۸ ]   |
| ۲۰۲۰ | League of Legends: Wild Rift | Multiplayer online battle arena     | اواس ده/اندروید/کنسول           | [ ۷ ] [ ۸ ]   |
| ۲۰۲۰ | Legends of Runeterra         | Digital collectible card game       | ویندوز/اواس ده/اندروید          | [ ۷ ] [ ۸ ]   |
| ۲۰۲۰ | ولورنت                       | شوتر اول شخص                        | ویندوز                          | [ ۹ ]         |
| ۲۰۲۰ | LoL Esports Manager          | شبیه‌سازی                            | ویندوز/اواس ده/اندروید          | [ ۱۰ ] [ ۱۱ ] |
| ن/م  | Project L                    | Fighting                            | ن/م                             | [ ۷ ] [ ۸ ]   |
| ن/م  | Project F                    | Action role-playing, hack and slash | ن/م                             | [ ۷ ] [ ۸ ]   |

### بازی‌های کوچک
| سال  | عنوان                     | ژانر         | پلتفرم            | سازنده          |
| ---- | ------------------------- | ------------ | ----------------- | --------------- |
| ۲۰۱۳ | Astro Teemo               | Arcade       | مرورگر            | Pure Bang Games |
| ۲۰۱۴ | Cho'Gath Eats the World   | Arcade       | مرورگر            | Pure Bang Games |
| ۲۰۱۵ | Blitzcrank's Poro Roundup | Arcade       | اندروید/ای‌اواس    | Pure Bang Games |
| ۲۰۱۷ | Ziggs Arcade Blast        | Arcade       | مایکروسافت ویندوز | رایت گیمز       |
| ۲۰۱۸ | Star Guardian: Insomnia   | Shoot 'em up | مایکروسافت ویندوز | رایت گیمز       |
| ۲۰۱۸ | Project.execute           | Shoot 'em up | مایکروسافت ویندوز | رایت گیمز       |
| ۲۰۱۸ | Super Zac Ball            | Sports       | مایکروسافت ویندوز | رایت گیمز       |